# NGC 6038
NGC 6038 é uma galáxia espiral (Sc) localizada na direcção da constelação de Corona Borealis. Possui uma declinação de +37° 21' 34" e uma ascensão recta de 16 horas, 02 minutos e 40,4 segundos.
A galáxia NGC 6038 foi descoberta em 17 de Março de 1787 por William Herschel.